# Andreas Schümchen
Andreas Schümchen (* 20. Januar 1964 in Gelsenkirchen) ist ein deutscher Journalist, Medienwissenschaftler und Hochschullehrer.

## Leben
Schümchen studierte Neuere Deutsche Philologie, Medienwissenschaften, Psychologie und Kunstwissenschaft an der Technischen Universität Berlin und schloss sein Studium mit dem akademischen Grad Magister Artium (M.A.) 1990 ab. Er wurde 2007 mit einer Dissertation zum Thema „Fernsehprogrammplanung“ an der Hochschule für Film und Fernsehen „Konrad Wolf“ in Potsdam-Babelsberg promoviert.
Er war nach einem Volontariat zunächst Redakteur, dann Chefredakteur der Fachzeitschrift „Medien Bulletin“ in München. Anschließend leitete er das Referat „Kommunikation und Publizistik“ beim Adolf-Grimme-Institut in Marl, wo er die Medienfachzeitschrift „grimme“ aufbaute. Diese Zeitschrift betreute er von 1998 bis 1999 als freiberuflicher Journalist von seinem Büro „Andreas Schümchen: Medienkonzepte“ in München.
Im Wintersemester 1999/2000 und im Sommersemester 2000 vertrat Schümchen eine Professur im damals neu gestarteten Studiengang „Technikjournalismus“ an der Fachhochschule Rhein-Sieg (heute Hochschule Bonn-Rhein-Sieg), an dessen Konzeption er 1998 beteiligt war. Im Jahr 2000 wurde Schümchen zum Professor für Journalistik an die Hochschule Bonn-Rhein-Sieg berufen. Seit März 2013 ist er Direktor des Instituts für Medienentwicklung und -analyse (IMEA) der Hochschule Bonn-Rhein-Sieg.
Schümchen ist Herausgeber und Chefredakteur des Online-Magazins innovations-journalismus.de sowie Geschäftsführer und einer der Gründer des Deutschen Preises für Innovationsjournalismus. Von 2011 bis 2013 war er Chefredakteur des Fachmagazins „Technikjournalist“. Seit 2012 ist Schümchen Mitglied der Jury des Deutschen Preises für Technikjournalismus PUNKT in der Kategorie „Multimedia“.

## Werke
- Bodyguard bei Raffael. Museumswächter zwischen Kunst und Betrachtern. Dokumentarfilm, 60 Min. SWR/arte (m. Pavel Schnabel)

## Schriften
- Karriere in den Medien: Video und TV (1995)
- Drehen in Deutschland/Shooting in Germany (m. Bastian Clevé, 1998)
- Pressestellen der deutschen Fernseh- und Hörfunksender (1998)
- Programmplanung – Konzepte und Strategien der Programmierung im deutschen Fernsehen (Herausgeber, m. Hans Paukens, 1999)
- Digitales Fernsehen in Deutschland (m. Hans Paukens)
- Technikjournalismus (Herausgeber, 2008)
- Innovation Journalism (Beitrag in: Journalistische Genres, Deutscher Fachjournalisten-Verband, 2016)